# PN G272.8+01.0
PN G272.8+01.0 ist ein etwa 5000 Lichtjahre entfernter planetarischer Nebel im Sternbild Segel des Schiffs. Im Jahr 2001 erkannten D. H. Morgan, Q. A. Parker und D. Russeil den Nebel in einer Hα-Himmelsdurchmusterung und klassifizierten den Zentralstern des Nebels als Wolf-Rayet-Stern; dieser wird nach ihnen auch als PMR 1 bezeichnet.